# Mostellaria (Plautus)

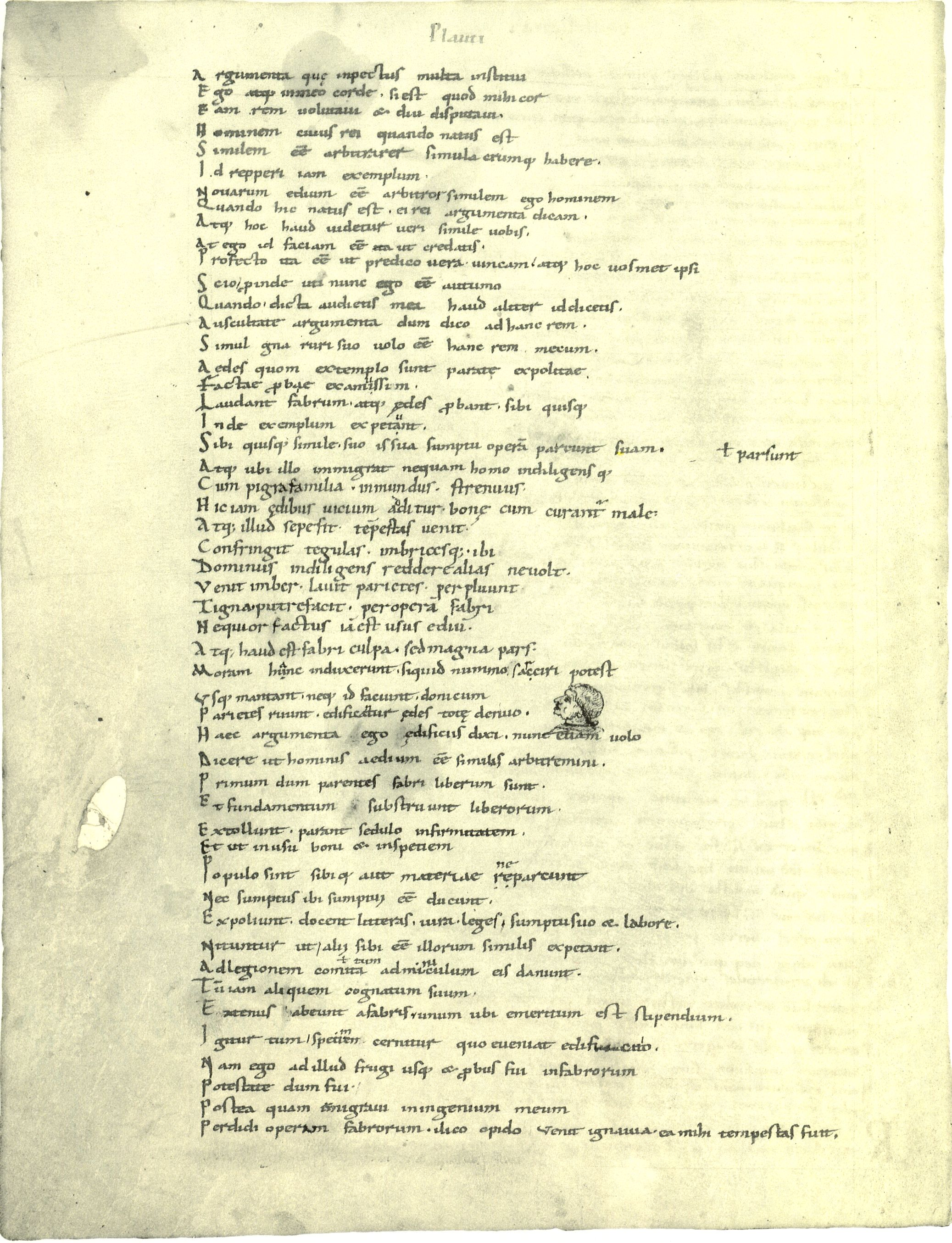
Die Verse 85–137 der Mostellaria in der Handschrift Biblioteca Apostolica Vaticana, Vaticanus Palatinus lat. 1615, fol. 87v (10./11. Jahrhundert)

Mostellaria (ergänze zu: fabula mostellaria: „Gespensterkomödie“, von monstrum „Ungeheuer, Gespenst“, das mit dem Suffix -ellum und nasaliertem -o- das Diminutiv mostellum und mit dem adjektivierenden Suffix -aria das Adjektiv mostellaria bildet) ist der Titel einer in lateinischer Sprache verfassten Komödie des römischen Dichters Titus Maccius Plautus. 
Die Komödie entstand ca. 200 v. Chr. Vorlage für die Mostellaria war eine unbekannte griechische Komödie, die Plautus für römisches Publikum umgearbeitet hat: Das Stück spielt zwar in Athen und hat griechische Charaktere, es werden jedoch immer wieder römische Lebensverhältnisse in den Versen erwähnt und reflektiert. Somit gehört die Komödie des Plautus zum Typ der comoedia palliata. 
Bei den Komödien des Plautus handelt es sich um operettenähnliche Singspiele. So enthält auch die Mostellaria dialogische Sprechverse und arienähnliche Singverse (cantica). Die Musik ist verloren, der Rhythmus ist aber über das Versmaß erkennbar.

## Akteure
- Tranio : Ein Sklave von Theopropides, der einen Gespensterfluch erdenkt, um die Wahrheit zu verbergen.
- Theopropides : Ein alter athenischer Kaufmann, der nach langer und gefährlicher Reise von Ägypten heimkehrt.
- Philolaches : Der Sohn des Theopropides, der sich für die Kurtisane Philematia in den Ruin getrieben hat.
- Philematia : Ehemalige Hetäre und Geliebte des Philolaches.
- Scapha : Ebenfalls eine ehemalige Kurtisane und jetzt die Sklavin der Philematium.
- Callidamates : Trinkkumpan des Philolaches, ebenfalls ein gut betuchter Athener.
- Delphium : Ehemalige Hure und die Geliebte des Callidamates.
- Simo : Ein alter Nachbar von Theopropides.
- Phaniscus : Ein Sklave des Callidamates.
- Misargyrides : Der Geldverleiher, bei dem auch Philolaches in der Kreide steht.
- Pinacium : Ebenfalls Sklave des Callidamates und Freund des Phaniscus.
- Grumio : Alter und treuer Sklave des Theopropides.

## Handlung
In dem expositorischen Dialog der ersten Szene beschimpfen sich die Sklaven Grumio und Tranio. Man erfährt, dass Tranio von seinem Herrn Theopropides bei dessen Abreise vor drei Jahren den Auftrag erhalten hatte, sich um die Haushaltung und um den jungen Sohn Philolaches zu kümmern. Tranio nutzte jedoch die lange Abwesenheit des Herrn aus, um das Vermögen zu verprassen und insbesondere auch Philolaches zu einem liederlichen Lebenswandel zu verleiten und ihn darin zu unterstützen. 
In der nächsten Szene tritt Philolaches auf und zeigt sich in einem langen Monolog (canticum) als schuldbewusster, trauriger, reumütiger junger Mann. Gleichwohl steht er zu seiner Liebe zu Philematia, einer für sehr viel Geld von ihm frei gekauften Prostituierten, die ihrerseits große Zuneigung zu Philolaches empfindet, wie man in der dritten Szene erfährt. Gemeinsam mit dem jungen Athener Kallidamates – der sturzbetrunken auf die Bühne kommt – und dessen Freundin Delphium beginnen Philolaches und Philematia ein fröhliches Zechgelage vor ihrem Haus. Da stürzt plötzlich völlig aufgelöst Tranio auf die Bühne und berichtet von der unerwarteten Ankunft des Theopropides, den er bei einem Einkaufsgang im Hafen Piräus gesehen hat. Nun ist guter Rat teuer, Tranio rät dem verzweifelten Philolaches, sich mit seinen Freunden im Haus einzuschließen; er selbst werde sich um die Sache kümmern. 
Als Theopropides nun erscheint, hindert ihn Tranio am Betreten seines Hauses, indem er ihm erzählt, dass sein Sohn das Haus vor längerer Zeit verlassen habe, weil dort der Geist eines Ermordeten als Gespenst (daher der Titel der Komödie!) sein Unwesen treibe. Der alte Herr nimmt ihm diese Lügengeschichte zunächst ab. Neue Probleme ergeben sich jedoch, als der Geldverleiher, von dem sich Philolaches 40 Minen geliehen hatte, um damit Philematia freizukaufen, zum Haus des Philolaches kommt, um seine Zinsen einzutreiben. Tranio kann den Wucherer zwar vorerst abwimmeln, muss jedoch dem alten Herrn, der das Gespräch mitbekommen hat, 
eine neue Lügengeschichte erzählen: Philolaches habe von dem Geld ein neues Haus gekauft, da ja das alte Haus nicht mehr bewohnbar gewesen sei. Auf Nachfrage des Alten bezeichnet Tranio fälschlich das Haus des Nachbarn Simo als das von Philolaches gekaufte Haus. 
Nun möchte der alte Herr dieses Haus besichtigen und es kommt zu neuen Verwicklungen, da Tranio auch dem wirklichen Besitzer Simo eine Lügengeschichte erzählen muss: Theopropides wolle das Haus besichtigen, da er in seinem eigenen Haus Umbauten plane. Als Theopropides das Haus nach der Besichtigung wieder verlässt, trifft er zwei Sklaven vor seinem alten Haus, die ihren Herrn Kallidamates abholen wollen. Er fragt sie aus und erfährt nun die ganze Wahrheit; auch Simo bestätigt ihm kurz darauf den wahren Sachverhalt. 
Nun bereitet Theopropides für Tranio eine schlimme Bestrafung vor. Dieser merkt jedoch, dass seine Lügengeschichten aufgeflogen sind, und setzt sich auf einen Straßenaltar, um diesen Ort als Asyl zu benutzen. Immer noch verspottet er Theopropides mit ironischen Bemerkungen. Schließlich erscheint Kallidamates und bittet für seinen Freund Philolaches um Verzeihung. Diese gewährt der alte Vater ihm sofort. Als jedoch Kallidamates auch für Tranio ein gutes Wort einlegt, sträubt sich Theopropides zunächst beharrlich: Zu sehr habe ihm der freche Sklave zugesetzt. Schließlich erhält jedoch auch Tranio von ihm Straffreiheit. (Ende des Stückes)